# Santa Maria Madre della Famiglia
Santa Maria Madre della Famiglia, conhecida também como Santa Maria Regina della Famiglia, é uma igreja localizada num anexo do Palazzo del Governatorato, na Cidade do Vaticano, dentro dos Jardins do Vaticano à oeste da Basílica de São Pedro. É dedicada atualmente a Virgem Maria sob o título de "Nossa Senhora, Mãe da Família", mas, até 2007, era dedicada a Santa Marta, motivo pelo qual era conhecida como Cappella di Santa Marta del Palazzo del Governatorato. Ela é sucessora da antiga igreja de Santa Marta in Vaticano, demolida em 1930.

## História
Patrocinadas pelo papa Pio XI, as obras começaram em 1928 para a construção de uma capela para o Pontificio Seminario Romano Minore, da Diocese de Roma, que se mudaria para um grande edifício isolado a oeste da Basílica de São Pedro. De grandes proporções, o local deveria acomodar todos os futuros seminaristas. Porém, como resultado do acordo firmado entre a Santa Sé e o governo fascista de Mussolini em 1929, que criou a Cidade do Vaticano, o novo edifício foi convertido, ainda antes de ser completado, no Palazzo del Governatorato, onde ficariam acomodados os escritórios do governo da cidade. O seminário se estabeleceu num edifício perto de San Giovanni in Laterano. O arquiteto foi Giuseppe Momo, que também projetou a Stazione Ferroviaria Vaticana, um pouco mais para o sul.
As obras para permitirem o acesso dos principais edifícios à nova estação levaram à demolição da antiga igreja de Santa Marta in Vaticano e, por isso, a nova capela do palácio foi dedicada como uma igreja em homenagem à mesma santa; para lá foram levadas diversas obras de arte de sua antecessora em 1930.
Em 1966 o edifício foi restaurado. Em 2007, a igreja foi reconsagrada em homenagem a Nossa Senhora, Mãe da Família. Aparentemente a Diocese atualmente considera a capela como privada.

## Exterior
A igreja tem uma nave única com três baias e dois corredores laterais baixos divididos internamente em capelas laterais. A nave é coberta por um teto inclinado e com telhas com um beiral projetado substancialmente à toda volta, com exceção na fachada. O teto dos corredores é plano. Há ainda uma abside externa com três lados e seu próprio teto tripartido inclinado com telhas. A estrutura toda é de tijolos vermelhos com detalhes em calcário. Uma passagem coberta do lado direto da capela leva ao interior do palácio.
A fachada tem apenas um andar e é ligeiramente mais estreita que a nave. Um par de pilastras gigantes com capitéis coríntias em calcáreo ocupando os cantos e sustentando um entablamento com postes rasos sobre os capiteis. Sobre ele está um grande frontão triangular projetado para fora de mesma largura que a nave. No tímpano está um brasão barroco ricamente esculpido e embelezado com festões, atualmente com as armas do papa Pio XI. Com base no estilo, é possível que ele seja oriundo da igreja de Santa Marta demolida.
Duas zonas laterais bem estreitas e recuadas estão abaixo das extremidades do frontão e marcam os cantos das paredes laterais da nave. A zona central da fachada, entre as pilastras, abrigam uma moldura lisa de tijolos dentro da qual está um gigantesco arco cuja chave toca o topo da moldura. Esta está dividido em dois registros horizontais por uma linha bem abaixo do ponto de onde parte a arquivolta. A área acima desta linha está completamente tomada por uma enorme janela composta por seções quadradas de selenita, um mineral relacionado ao alabastro que fica translúcido quando cortado em camadas finas.
A entrada conta com um vão moldado encimado por um frontão elevado quebrado no topo e com pontas curvas. Este frontão se projeta para dentro da janela acima. Na quebra está um outro brasão barroco que também pode ser oriundo da igreja antiga. As zonas entre a porta e os lados do arco estão ocupadas por um par de painéis recuados com molduras escalonadas em branco.

## Interior
No interior, a nave está dividida em três baias, com três capelas laterais para a esquerda e duas para a direita. O presbitério, separado da nave por um arco triunfal, ocupa uma abside semicircular. A capela central que falta para a direita está ocupada pela entrada da passagem coberta que leva diretamente ao palácio. O interior é barroco e é possível que tenha sido baseado na igreja antiga. O plano pictórico geral é em branco sujo, com detalhes em branco e cinza claro. As decorações em estuque foram inspiradas em Gianlorenzo Bernini; se de fato a decoração foi baseada na igreja anterior, o projeto é de Alessandro Algardi.
Em 2007, um ícone da "Virgem e o Menino com São Joaquim e Santa Ana", de Francesco Melanzio (1465-1519), vindo de Montefalco, foi pendurado na parede sobre o altar-mor no lugar de uma antiga peça de altar, uma "Santa Marta" de Giovanni Baglione, que veio da igreja antiga juntamente com belíssimo sacrário em mármore multicolorido.
As cinco capelas laterais são idênticas: espaços cúbicos com paredes lisas e altares simples decorados com uma cruz grega. Sobre ele, uma pintura afixada num tondo elíptico com uma moldura dourada neobarroca. As cinco pinturas parecem ter sido encomendadas para o projeto original da capela dos seminaristas e realizadas por Antonio Soranzo (1928). A iluminação natural do interior é garantida por seis grandes lunetas, três de cada lado, postas na nave sobre as capelas laterais. Sobre a entrada principal, por sua vez, está uma cantoria onde fica um órgão de tubos de Daniele Giani (2007). Em sentido horário a partir da direita da entrada, as dedicações são: Sagrado Coração, São Sebastião (que se parece com São João Batista), São José, Nossa Senhora de Guadalupe (com uma moldura mais rebuscada que a dos demais) e finalmente Santa Verônica (que se parece com Santa Maria Madalena.